# Star Galaxy

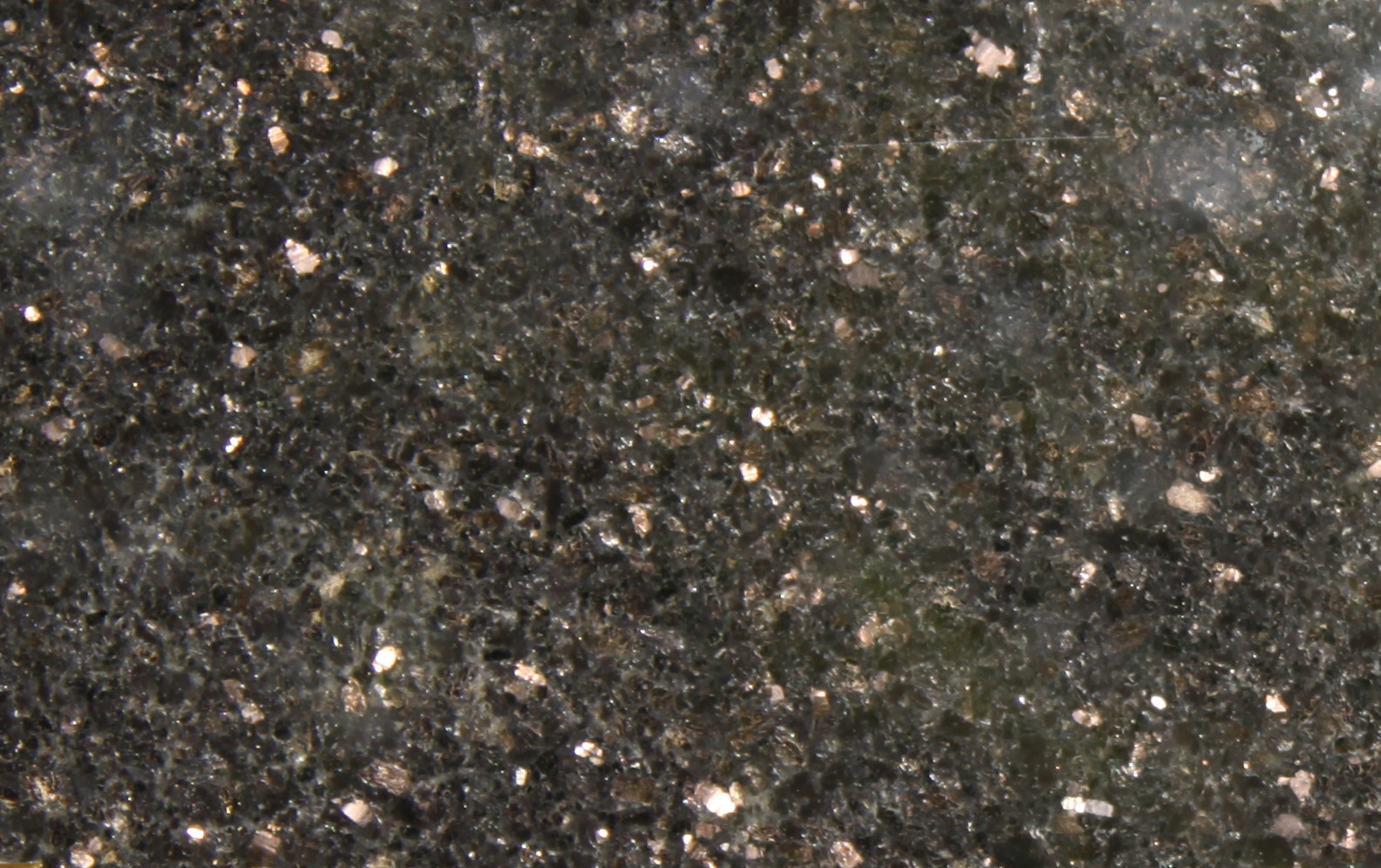
Star Galaxy, Muster 12 × 10 cm

Star Galaxy, auch Black Galaxy oder Gold Galaxy genannt, ist die Handelsbezeichnung für einen Gabbro aus Indien, ein magmatisches Gestein.

## Entstehung und Zusammensetzung
Gabbro ist ein feinkörniges magmatisches Gestein, das in der Erdkruste auskristallisiert ist. Neben Plagioklas besteht er hauptsächlich aus dunklen, mafischen Mineralen wie Pyroxen, Hornblende und Olivin. Quarz fehlt oder kommt nur in Spuren vor. Star Galaxy ist ein schwarzer, mit reflektierenden Kristallen durchsetzter Gabbro, der als Naturstein vom Steinmetz im Wesentlichen als Grabstein oder dekorativ im Hausbau verarbeitet wird. Bei den reflektierenden Kristallen handelt sich um Bronzit, eine Varietät von Enstatit (Orthopyroxen). Diese sind in der dunklen Matrix der Hauptbestandteile eingelagert.

## Technische Eigenschaften und Verwendung
Da „echter“ Granit nicht in dunklen Farbtönen existiert, wird Black Galaxy als „Granit“ angeboten. Tatsächlich ähneln sich die mechanischen Eigenschaften, so dass der Stein nahezu wie Granit verwendet werden kann. Dem Star Galaxy fehlt allerdings Quarz, das härteste Mineral in den meisten Natursteinen, daher ist die Abriebfestigkeit geringer als bei den Graniten. Des Weiteren hat dieser Gabbro hinsichtlich seiner chemischen Resistenz andere Eigenschaften als die Granite. Die Bronzit-Minerale (die glitzernden „Flitter“) reagieren auf Zitronensäure, daher ist bei einer Verwendung als Küchenarbeitsplatte Vorsicht geboten. Star Galaxy findet insbesondere als Bodenbelag Verwendung.
Das Abbaugebiet liegt bei Ongole im Bundesstaat Andhra Pradesh in Indien.

## Weblink
- Abbildung und technische Informationen von Star Galaxy